# Gjøa

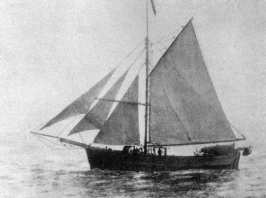
Loď Gjøa roku 1913

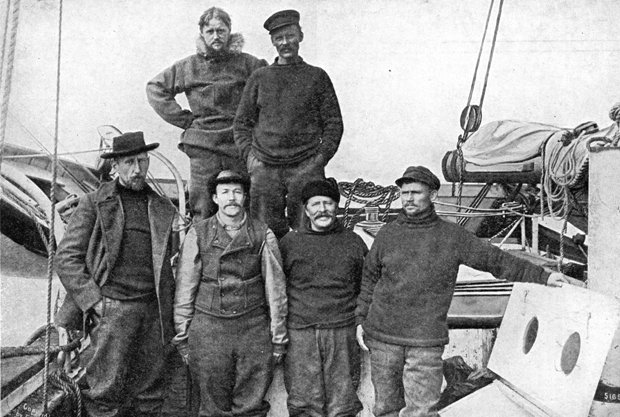
Posádka na palubě Gjøy v Nome, Amundsen vlevo v klobouku

Gjøa je loď, která jako první proplula severozápadní cestu skrz Kanadské arktické souostroví během výpravy Roalda Amundsena v letech 1903–1906.
Původně se jednalo o rybářskou loď o délce jen 21 m a výtlaku 48 tun, postavenou v roce 1872 (roce Amundsenova narození). Amundsen neměl dostatek prostředků na větší loď, posádku mělo tvořit jen šest mužů a omezené zásoby průběžně doplňovány lovem a rybolovem.
Gjøa vyplula v létě 1903 z Norska, proplula Baffinovým mořem kolem poloostrova Boothia k Ostrovu krále Viléma. Zde na téměř dva roky zamrzla v ledu a na její počest je zátoka s jedinou osadou na ostrově pojmenována Gjoa Haven. V cestě pokračovala až v létě 1905, kdy jižně obeplula Viktoriin ostrov do Beaufortova moře. Na podzim se Gjøa znovu ocitla v sevření ledu a zůstala v něm až do léta 1906, kdy následně doplula do aljašského přístavu Nome a poté do San Francisca.
Úspěch Amundsenovy výpravy mu zajistil do budoucna možnost využít Nansenovy lodi Fram, která byla pro polární výpravy speciálně postavena. Loď Gjøu proto prodal a ta zůstala vystavená v sanfranciském parku Golden Gate. Loď však časem chátrala a v roce 1972 byla převezena zpět do Norska a stala se součástí expozice Norského námořního muzea na poloostrově Bygdøy u Osla. Od roku 2009 převzalo správu expozice lodi Gjøa sousední Muzeum lodi Fram.